# 타카가키 아야히
타카가키 아야히(일본어: 高垣 彩陽, 1985년 10월 25일 ~ )는 일본의 성우이자 가수, 배우이다. 도쿄도 출신, 뮤직레인 소속. 애칭은 아야히(あやひ), 아야히메(あやひめ).

## 개요
- 대학에서 성악을 전공했다.
- 뮤직레인의 성우 오디션에 합격하여 2006년 데뷔했다.
- 2009년 같은 뮤직레인 소속의 코토부키 미나코·토마츠 하루카·토요사키 아키와 함께, 성우 유닛 「Sphere」의 결성을 발표하여 활동하고 있다.
- 2010년 4월 18일 〜Sphere's rings live tour 2010〜 도쿄 국제포럼홀A에서 2010년 여름, 싱글을 발표한다고 공개했다. 이와 함께 4월 19일에 공식 사이트 가 열렸다.

## 출연작품

### TV 애니메이션
2006년
- 오란고교 호스트부 (카미가모 츠바키, 여대생, 베니오의 팬)

2007년
- Venus Versus Virus (나하시 루치아)
- 학원 유토피아 마나비 스트레이트 (스이트 학생, 상급생, 학생)
- 기동전사 건담00 (펠트 그레이스)
- 건강 전라계 수영부 우미쇼 (오야마다 아사미, 난조 카렌나,여학생)
- 니노미야군에게 애도를 (어린 슌고, 소년)
- 지옥소녀 3정 (키타자키)
- D.C. 다카포 II (아사쿠라 오토메)
- 지구로 (아르텔라)
- 델토라 퀘스트 (재스민)
- 바카노! (시루비 류미엘)

2008년
- 아야카시 (나츠하라)
- 앨리슨과 리리아 (메구)
- 장난스런 키스 (호리우치 마리)
- 기동전사 건담00 세컨드 시즌 (펠트 그레이스)
- 오늘의 5학년 2반 (카와이 츠바사)
- 지옥소녀 3정 (모리야마 쥰)
- 스킵비트! (미야)
- S.A 스페셜 에이(야마모토 메구미, 유키퐁, 타키시마가 메이드 C 외)
- 슬레이어즈 레볼루션 (여자아이)
- D.C. ~다카포 II 세컨드 시즌~ (아사쿠라 오토메)
- 트루 티어즈 (이스루기 노에)
- 웹 고스트 피포파 (유키가야 카린, 사카모토 아즈사, 세이렌의 노래)
- 노라미미2 (윙윙)
- 배틀 스피리츠 소년 돌파 바신 (스이렌 / 마이 선샤인)
- 포켓몬스터 DP (치나트)
- 마카데미 왓쇼이 (팔티아)
- 미션-E (여학생)
- 샤먼 시스터즈 (코우다)
- 벚꽃사중주 (타테바야시 미나)
- 렌탈 마법사 (남학생, 여학생)
- 우리 집의 여우신령님 (하시모토 하루타)

2009년
- 이나즈마일레븐 (자이젠 토코)
- 카난 (네네)
- 강각의 레기오스 (니나 앤토크)
- 코바토 (하루카)
- 속삭임 (무라사메 스미카)
- 참·안녕 절망선생 (오오라 카나코) - 제 9화의 일러스트도 담당
- 학생회의 일존 (여학생)
- 하늘의 유실물 (사츠키타네 미카코)
- 하늘 가는대로 (마키타 미키, 미나미 사유리)
- 속 나츠메 우인장 (미도리)
- 파이트일발! 충전짱!! (알레스타 블랭킷)
- 팬텀 ~레퀴엠 포더 팬텀~ (아인 / 에렌)
- 마리아님이 보고 계셔 4th 시즌 (미유키)
- 꿈빛 파티시엘 (레이코 선생)

2010년
- 성흔의 퀘이사 (미나세 아야나)
- 듀라라라!! (카리사와 에리카)
- 하나마루 유치원 (히이라기)
- 쓰리몬(미츠도모에) (마루이 미츠바)
- 세기말 오컬트 학원 (쿠로키 아미)
- 전설의 용자의 전설 (펠리스 에리스)

2011년
- 이나즈마 일레븐 GO (쿠라마 노리히토, 아오야마 슌스케)
- 미츠도 모에 증량중 (마루이 미츠바)

2012년
- FATE / ZERO - (샤레이)
- 남자 고교생의 일상 - (타다쿠니의 여동생)
- 여름색 기적 - (미즈코시 사키)
- 타마고치! - (로쿠로쿠로치)
- 이나즈마 일레븐 GO 크로노스톤 (만토)
- TARI TARI - (사카이 와카나)
- 소드 아트 온라인 - (리즈벳)
- 전희절창 심포기어 - (유키네 크리스)

2013년
- 신만이 아는 세계 여신편 (고이도 유이)
- 전희절창 심포기어 G - (유키네 크리스)
- 소드 아트 온라인 Extra Edition (리즈벳)

2014년
- 건담 G의 레콘기스타 - (매니 앰버서더, 노벨)
- 도쿄 구울 - (이토리, 키리시마 아야토(유년기))
- 로그 호라이즌(2기) - (헨리에타)
- 블레이드 앤 소울 - (당여월)
- 소드 아트 온라인II - (리즈벳)
- 새벽의 연화 - (학(유년기))
- 테라포마스 - (장 밍밍)
- 흑집사 Book of Circus - (돌)
- 걸 프렌드(베타) - (하루미야 츠구미)

2015년
- 죠죠의 기묘한 모험 스타더스트 크루세이더즈 (머라이어)

### 극장판 애니메이션
2022년
- 짱구는 못말려 극장판: 동물소환 닌자 배꼽수비대 (헤소가구레 진초우)

### 게임
- 기화기초 (아미)
- 매리지 로얄 프리즘 스토리 (히다카 야쿠모)
- D.C.II P.S. 다 카포2 ~플러스 시추에이션~ (아사쿠라 오토메)

## 음악CD

### 싱글
- 네가 있는 곳 (君がいる場所) (2010년 7월 21일 발매)
  - 네가 있는 곳 (君がいる場所) (TVA 세기말 오컬트 학원 엔딩 테마)
  - 나만의 하늘 (わたしだけの空)
  - You Raise Me Up
- 빛의 필먼트 (光のフィルメント) (2010년 11월 17일 발매)
  - 빛의 필먼트 (光のフィルメント) (TVA 전설의 용자의 전설 두 번째 엔딩 테마)
  - Be with you
  - Oh Happy Day

### Sphere (성우 유닛)

#### 싱글
- Future Stream (2009년 4월 22일 발매)
  - Future Stream (TVA "첫사랑 한정" 오프닝테마)
  - Treasures!! (온라인게임 "트릭스터 러브" 이미지송)
- Super Noisy Nova (2009년 7월 29일 발매)
  - Super Noisy Nova (TVA "하늘 가는 대로" 오프닝테마])
  - Dangerous girls (PSP용 게임 "검과 마법과 학원물.2" 이미지송)
- 바람을 모아 (風をあつめて)/Brave my heart (2009년 11월 25일 발매)
  - 바람을 모아 (風をあつめて) (온라인게임 "라그나로크온라인"7th애니버서리송)
  - Brave my heart (온라인게임 "라그나로크온라인"7th애니버서리송)
- REALOVE:REALIFE (2010년 4월 21일 발매)
  - REALOVE:REALIFE (TVA "언젠가는 대마왕" 오프닝테마)
  - 손바닥에 꿈 (手のひらに夢)
- Now Loading...SKY!! (2010년 7월 28일 발매)
  - Now Loading...SKY!! (TVA "놀러갈게!" 오프닝테마)
  - 제멋대로인 성장기 (かってな成長期) (PSP/PS3용 게임 "검과 마법과 학원물.3" 오프닝테마)
- Moon Signal (2010년 10월 20일 발매)
  - Moon Signal (TVA "소녀요괴 자쿠로" 오프닝테마)
  - Climax Whistle

#### 앨범
- A.T.M.O.S.P.H.E.R.E (2009년 12월 23일 발매)
  - Future Stream (TVA "첫사랑 한정" 오프닝테마)
  - 진짜라서 난처해 (本当だから困るんだ) (신곡)
  - PRINCESS CODE (신곡)
  - Treasures!! (온라인게임 "트릭스터 러브" 이미지송)
  - 그대의 하늘이 맑게 개일 때까지 (君の空が晴れるまで) (신곡)
  - 낙서 Dictionary (らくがきDictionary) (신곡)
  - Dangerous girls (PSP용 게임 "검과 마법과 학원물.2" 이미지송)
  - Dream sign (신곡)
  - Super Noisy Nova (TVA "하늘 가는 대로" 오프닝테마)
  - Joyful×Joyful (신곡)
  - 안녕 SEE YOU (サヨナラSEE YOU) (신곡)
  - A.T.M.O.S.P.H.E.R.E (신곡)
- Spring is here (2011년 3월 16일 발매 예정)

#### 기타
- dear-dear DREAM (마이선샤인 (타카가키 아야히) meets Sphere) (2009년 6월 3일 발매) * 멤버전원이 코러스로서 참가
  - dear-dear DREAM ("배틀스피리츠 소년돌파 바신" 2번째 엔딩테마)
  - 모험기록 (冒険記録) * Little Non이 부른 1기 엔딩곡을 커버한 버전

### 캐릭터 송
- 기동전사 건담 더블오 Voice Actor Single 6 기도†(祈り†) (2009년 10월 21일 발매)
  - 기도† (祈り†)
  - Justice
- 전희절창 심포기어 Character Song Series 4 - Yukine Chris (2012년 3월 28일 발매)
  - 마궁 이치이발 (魔弓・イチイバル)
  - 잡은 손만이 자아내는 것 (繋いだ手だけが紡ぐもの)

## 라디오
- 솔레스탈 스테이션00 - 보조 진행자로 참가. (라디오 오사카, 분카방송)
- 트루티어즈 여기는 튤립방송국 - 나즈카 카오리, 이구치 유카와 공동진행. (인터넷 라디오, 2008년 1월 4일 ~ 5월 30일)
- 라디오 다 카포2~하츠네지마 일기~ - 아사누마 신타로와 공동진행. 26회부터 참여. (인터넷 라디오, 2008년 5월 2일 ~ )
- 웹라디오 Pl@net Sphere - 토마츠 하루카, 코토부키 미나코, 토요사키 아키와 공동진행. (인터넷 라디오, 2009년 3월 4일 - )
- 팬텀 라디오~밝은 미래 계획~ - 이리노 미유, 죠이맥스와 공동진행. (인터넷 라디오, 2009년 3월 13일 - 9월 25일)
- 아야히·메구미의 속삭이는 라디오 - 타카모토 메구미와 공동진행. (인터넷 라디오, 2009년 9월 30일 - )
- 스피어의 Say! You Young - A&G+의 특집 방송 Say! You Young. 6번째 퍼스널리티에 스피어 멤버로 참여. (2010년 4월 12일)
- 타카가키 아야히의 내일도 할렐루야 - 메인 MC 진행. 매주 목요일 25:05~25:50 방영. (A&G+)